# Rupan Sansei - Pandora no isan
Rupan Sansei - Pandora no isan (ルパン三世 バンドラの遺産? lett. "Lupin III - L'eredità di Pandora") è un videogioco per Family Computer basato sulla popolare serie Lupin III di Monkey Punch. In particolar modo questo videogioco rappresenta una sorta di sequel del film Lupin III - Il castello di Cagliostro. Il videogioco è stato sviluppato da TOSE e pubblicato dalla Namco il 6 novembre 1987, esclusivamente in Giappone.
Nella storia del gioco, Clarisse è stata rapita di nuovo e viene tenuta in ostaggio per la sua "eredità di Pandora". Lupin, Goemon e Jigen dovranno salvarla. Nel gioco compare anche l'ispettore Zenigata ed altri personaggi, che i protagonisti possono consultare per avere informazioni.
Il giocatore in ogni momento del gioco può scegliere di controllare Lupin, Goemon o Jigen. A seconda del personaggio cambia l'arma con cui il giocatore può difendersi.